# Макарычев, Михаил Иванович
Михаил Иванович Макарычев (2 июня 1919, д. Гуляевка ныне Сурского района Ульяновской области — 10 июня 1991, Москва) — советский военачальник, командир 496-го истребительно-противотанкового артиллерийского полка 6-й гвардейской армии 1-го Прибалтийского фронта, генерал-лейтенант артиллерии, Герой Советского Союза.

## Биография

Могила Макарычева на Троекуровском кладбище Москвы

Родился 2 июня 1919 года в деревне Гуляевка Помаевской волости Буинского уезда Симбирской губернии (ныне не существует, территория Сурского района Ульяновской области) в семье служащего. В 1929-1933 годах жил в г. Алатырь (Чувашия). Окончил 7 классов. Работал в колхозе в родной деревне. В Красной Армии с 1936 года. В 1938 году окончил Сумское артиллерийское училище. Служил командиром огневого взвода, командиром батареи одного из артиллерийских полков в Харьковском артиллерийском училище. С 1940 года член КПСС.
В августе 1941 попал на фронт Великой Отечественной войны. В начале войны воевал на территории Украинской ССР (под Полтавой, под Харьковом), командуя артиллерийской батареей. В 1942 году участвовал в многочисленных оборонительных и наступательных боях севернее Сталинграда, участвовал в окружении Сталинградской группировки гитлеровцев. В 1943 году участвовал в сражениях на Курской дуге, был назначен командиром 496-го истребительно-противотанкового артиллерийского полка (в звании майора). В 1944 году участвовал в операции «Багратион» по освобождению Белоруссии и Прибалтики. В 1945 году полк Макрычева участвовал в боях за город Мемель (Клайпеда) на территории Восточной Пруссии. Войну М. И. Макарычев закончил в апреле 1945 года в Курляндии.
После войны М. И. Макарычев продолжал службу в армии. В 1954 году он окончил Военную академию имени М. В. Фрунзе. После академии служил на различных командных должностях. В конце 1960-х годов генерал-лейтенант М. И. Макарычев командовал ракетными войсками и артиллерией одного из военных округов.
В 1976 году генерал-лейтенант Макарычев уволился в запас. Жил в Москве. Умер 10 июня 1991 года. Похоронен в Москве на Троекуровском кладбище.

## Подвиги
В июле 1943 года дивизион Макарычева стоял насмерть на рубеже посёлка Черкасское Белгородской области, на Курской дуге, и в течение 10 дней отражал натиск бронетанковой армии противника, уничтожив десятки танков и самоходок врага, много солдат и офицеров. Позже Макарычев был назначен командиром полка, дивизионом которого до этого командовал.
В июне 1944 года началась операция «Багратион» по освобождению Белоруссии и Прибалтики. Здесь при форсировании реки Западная Двина («Витебско-Оршанская операция») Макарычев (в звании майора) отличился особо. 24 июня 1944 года полк Макарычева подошёл к Западной Двине в районе деревни Лабейки и подавил огневые точки фашистов на том берегу. Макарычев вместе с одной из батарей переправился на плацдарм. У деревни Дубище на высотке он оборудовал свой наблюдательный пункт. Вскоре на плацдарм пошли фашистские танки и пехота. Артиллеристы стали бить по ним с расстояния 500—600 метров. Загорелось несколько танков. Остальные пытались как-то сманеврировать. Но Макарычев расставил 3 батареи не в линию, а треугольником, и везде танки натыкались на огонь всех 12 орудий. На поле осталось 8 сожжённых танков и сотни полторы убитых гитлеровских пехотинцев. В течение дня позиции несколько раз бомбили «юнкерсы». Были выведены из строя 4 орудия. После этого враг бросил в атаку около 30 танков. Но артиллеристы Макарычева не дрогнули. Они подбили ещё 12 танков и 5 самоходок. Сам командир полка, находясь в расположении одной из батарей, руководил этим боем. Плацдарм был не только удержан, но и расширен. Указом Президиума Верховного Совета СССР от 22 июля 1944 года за умелое командование полком при форсировании Западной Двины, образцовое выполнение боевых заданий и проявленные при этом мужество и героизм майору М. И. Макарычеву было присвоено звание Героя Советского Союза с вручением ордена Ленина и медали «Золотая Звезда» (№ 3837).
В начале августа 1944 года в районе литовского города Биржай («Шяуляйско-Митавская операция») полк Макарычева, грамотно расположенный в форме подковы в дефиле между двух озёр, совместно со штурмовой авиацией отбросил 50 танков противника, подбив из них 22 танка. Полк Макарычева потерял всего 2 орудия, что говорит об исключительной грамотности командира.
В последних числах августа 1944 года, совместно с ротой 50-го инженерно-сапёрного батальона, 2 батареи 496-го иптап под началом Макарычева отбили атаку немецких танков у реки Берзе и не пропустили немцев к городу Добеле на территории Латвии (продолжение «Шяуляйско-Митавской операции»). 3 танка было подбито и ещё 4 подорвалось на минах.
17 сентября 1944 года снова на защиту города Добеле («Рижская операция», часть «Прибалтийской операции»), навстречу 60 танкам противника, к реке Берзе, был брошен 496-й иптап подполковника Макарычева. Грамотно расставив батареи, и не выдавая свои позиции до нужного момента, полк Макарычева встретил танки жёстким сопротивлением. Но немецкие танки, поддерживаемые бомбовой мощью 27 юнкерсов с воздуха, продолжали наступать. В критическую минуту боя два героя бросились с гранатами под танки. Полк Макарычева удержал позицию до прихода подкрепления, и фашистам так и не удалось пробиться к Добеле.

## Награды
Был также награждён орденами Красного Знамени (дважды), Александра Невского, Отечественной войны 1-й степени (дважды), Красной Звезды (трижды), «За службу Родине в Вооружённых Силах СССР» 3-й степени, медалями, в том числе иностранными.

## Память
В Москве на доме, где жил М.И. Макарычев, установлена мемориальная доска.

## Однополчане
- Казачков, Алексей Леонтьевич.
- Сидоров, Вениамин Андреевич.